# 100% Ginuwine
100% Ginuwine è il secondo album in studio del cantante statunitense Ginuwine, pubblicato il 16 marzo 1999.

## Tracce
1. Little Kidz – 0:48 (Elgin Lumpkin)
2. Little Man's Bangin Lude – 2:36 (Randy Edelman, Timothy Mosley)
3. What's So Different? – 3:55 (Thomas Boyce, Bobby Hart, Elgin Lumpkin, Timothy Mosley)
4. So Anxious – 4:35 (Benjamin Bush, Stephen Garrett, Timothy Mosley)
5. None of Ur Friends Business / Interlude – 6:05 (Elgin Lumpkin, Timothy Mosley)
6. Wait a Minute – 4:42 (Elgin Lumpkin, Timothy Mosley)
7. I Know – 4:13 (Timothy Mosley, Elgin Lumpkin, Jonathan "Mookie" Morant)
8. Do You Remember / Interlude – 6:09 (Elgin Lumpkin, Brian May, Timothy Mosley)
9. No. 1 Fan – 4:19 (Stephen Garrett, Timothy Mosley)
10. Final Warning / Interlude (feat. Aaliyah) – 7:23 (Stephen Garrett, Timothy Mosley)
11. I'm Crying Out – 5:12 (Elgin Lumpkin, Timothy Mosley)
12. Two Sides to a Story – 5:01 (Elgin Lumpkin, Timothy Mosley)
13. Same Ol' G – 4:19 (Jimmy Douglass, Stephen Garrett, Timothy Mosley)
14. All Nite All Day / Interlude – 6:03 (Johntá Austin, Teddy Bishop, Elgin Lumpkin)
15. Toe 2 Toe – 2:14 (Elgin Lumpkin, Timothy Mosley)
16. She's Out of My Life – 4:00 (Tom Bahler)

## Classifiche
| Classifiche (1999) | Posizione massima |
| ------------------ | ----------------- |
| Germania           | 40                |
| Paesi Bassi        | 23                |
| Stati Uniti        | 5                 |